# ポリ リズム
「ポリ リズム」は、久保田利伸の24枚目のシングル。2000年8月30日に、SME Recordsから発売された。

## 概要
前作「Messengers' Rhyme -Rakushow, it's your Show!-」から1年ぶりのシングル。フジテレビ系「シドニー・オリンピック」イメージソング。

## 収録曲
全曲　作詞・作曲：久保田利伸
1. ポリ リズム
2. ポリ リズム （Aborhythm Mix）
3. ポリ リズム （Instrumental： Piano version）
4. ポリ リズム （Instrumental： Original version）